# Arena Sozopol
Het Arena Sozopol (Bulgaars:Арена Созопол) is een multifunctioneel stadion in Sozopol, een stad in Bulgarije. 
In het stadion is plaats voor 4.000 toeschouwers. De bouw begon in 2010 en duurde drie jaar.
Het stadion wordt vooral gebruikt voor voetbalwedstrijden, de voetbalclub FC Sozopol maakt gebruik van dit stadion. Het werd ook gebruikt voor het Europees kampioenschap voetbal mannen onder 17 van 2015, er werden zeven groepswedstrijden en een play-off voor het wereldkampioenschap gespeeld.